# Урвич (Кокалянски)
Вижте пояснителната страница за други значения на Урвич.
Урвич (известна още като Кокалянски Урвич заради най-близкото село Кокаляне) е средновековна българска крепост в землището на село Панчарево край София – наследник на историческото село Главиша.
Разположена е на десния стръмен бряг на река Искър, в Лозенската планина, на рида „Средобърдие“, на 20 km от центъра на София по пътя за Самоков. В този район реката образува живописен меандър, който е обявен за природна забележителност.

## История
Крепостта е създадена вероятно през 9 – 10 век, но се споменава най-често през 13 век и 14 век по време на Втората българска държава, във връзка с последните продължителни битки срещу Османските нашественици при отбраната на Средец.
Позната е от времето на цар Самуил с името Ескумане, т.е крепост на р. Ескус /дн. Искър/, когато при отбраната на Средец византийците били принудени да свалят обсадата на града, а след това в прохода Траянови врата до Ихтиман понесли тежко поражение от войските на Самуил.
Крепостта имала стратегическо значение при отбраната на София. Има много местни легенди и предания, свързващи я с името на цар Иван Александър и неговите синове. Цял цикъл на народното творчество на населението от района е свързан с песни за цар Ясен. Историците, в това число Йордан Андреев, твърдят, че под името цар Ясен се крие личността на цар Иван Асен V, най-малкия син на цар Иван Александър от втория му брак. Цар Иван Александър провъзгласил всичките си синове за съцаре, поради което синът му Иван Асен V (Ясен) бил наричан от местното население около крепостта също цар. На старобългарски името Ясен се е изписвало като Iасен. Оттам вероятно произлиза и прочита цар Ясен. Името на цар Ясен се свързва с отбраната на Южна България от първите нашествия на турците. Към 1349 г. цар Ясен начело на 7 – 8 хилядна армия воювал заедно със сръбски и гръцки войски, предвождани от Йоан Палеолог, срещу войските на византийския император Йоан VI Кантакузин и повиканите от него на помощ турски войски. Гърците и сърбите били разбити, а българските войски се изтеглили на север към крепостта Урвич, която била по това време основната квартира на цар Ясен. В 1371 година в околностите на крепостта (вероятно на Чамурлийското поле или около Кокаляне) се разразила тежка битка, в която самия цар Ясен загинал, заедно с много воини. Предполага се, че името на Кокаляне произлиза от намерените по-късно струпани на грамади човешки кости. Счита се, че тялото му било пренесено във Велико Търново и погребано в черквата „Св. Четиридесет мъченици“. Върху гроба му имало поставена надгробна плоча от две или три части. Запазила се е само една от тях, което прави много труден и спорен прочита на текста на плочата (виж прочитите на Йордан Андреев, Николай Овчаров и Трайчо Стоилов). Той е прокарал и на него е кръстен и панорамния път в подножието на Витоша – от Бояна, през Драгалевци, Бистрица и Панчарево, през Кокаляне и местността „Просеченик“, до устието на Железнишката река (Ведена) при вливането ѝ в Искър – „Цар Ясенов път“, чрез който „Урвич“ е установявал постоянна връзка с витошките крепости „Бистрица“ и „Батил (Бояна)“.
Счита се, че цар Ясен (Иван Асен V) бил женен също за влашка княгиня и имал две деца от нея. След смъртта на цар Иван Александър през 1370 г. на престола се възкачил неговия син Иван Шишман от втората му съпруга Сара (Теодора). Крепостта Урвич служила за основна база на войските на младия цар Иван Шишман, за да посрещне и отблъсне нахлуващите турски войски. Той не успял да се включи в битката при Черномен на Вълкашин и Углеша, но веднага след това заедно със сръбския крал пресрещнал в Самоковско войските, настъпващи начело с Али паша и ги отблъснал. Турците отстъпили към Кюстендил и Македония. В продължение на десетина години той направил всичко възможно да спаси Софийската крепост от превземане, като крепостта Урвич се ползвала активно в отбраната. За спасяването на София и селата от района през този период помогнала и Кера Тамара, дъщеря на цар Иван Александър, която била дадена за съпруга на турския султан, с което Иван Шишман се признал за васал, но запазил независимостта на София и Софийско. „Урвич“ е поддържал връзка с други по-малки крепости и наблюдателни пунктове по течението на р. Искър като Еврейското и Равулското кале чрез визуални сигнали. При необходимост водите на река Искър били отбивани, чрез подвижен вал, благодарение на което крепостта ставала непристъпна и устояла дълго време на обсадите. За Урвичкия манастир в Урвичката крепост, опасана отвсякъде с водите на река Искър, и за отбраната на цар Иван Шишман писал и Паисий Хилендарски в знаменитата си история. За падането и под турска власт са съхранени множество песни, легенди и предания, които обогатяват местния фолклор. С падането на София дошъл краят и на крепостта Урвич. Много вероятно е в следващите векове на това място да се е издигал манастир, а съществувалата в пределите на крепостта черква Св. Илия, да е продължила своя живот.
Крепостта „Урвич“, заедно с Панчаревския манастир „Свети Никола“, Крепостната черква-манастир „Св. Илия“ и близкия Кокалянския манастир „Свети Архангел Михаил“, образуват Урвичкия крепостно-манастирски комплекс – част от Софийската света гора. До днес много добре е запазена една от стените на крепостта, част от отбранителна кула с височина 7 метра, както и основите на черквата „Св. Илия“, но целият район се нуждае от консервация и реставрация. Въз основа на това крепостта е получила официален статут на паметник на културата от национално значение в категория „недвижими паметници с видими архитектурни останки“ от Националния институт за опазване на недвижимите културни ценности (по-известен като НИПК) през 1979 г.
При последните проучвания с научен ръководител доц. Бони Петрунова от Археологическия институт на БАН и под ръководството на проф. Николай Овчаров започнали през 2008 и възобновени през 2011 г. със средства по програма „Култура“ на Столична община в притвора на крепостната черква бяха открити нови артефакти, даващи непозната дотогава светлина върху българската история и по-специално за значението на Урвич, не само като чисто отбранителна крепост, но и като малък средновековен град, с отделни предградия по хълмовете наоколо.
През 1889 г. при поход по тези места Алеко Константинов учредява първия туристически клуб в Свободна България – „Урвич клуб“. Импровизира и Урвишки марш. В клуба са участвали и чужденци, живеещи в София. „Урвич клуб“ просъществува 7 години и става основа за обединяване на любителите на българската природа, които по-късно са сред ентусиастите, поставили началото на организирания туризъм в България при изкачването на Черни връх на 27 август 1895 г.

## Други
На Урвич е наречена улица „Урвич“ в квартал „Хиподрума“ (Карта) и улица „Урвишка крепост“ в квартал „Горубляне“ (Карта) в София.